# Glacera de Bionnassay
La glacera de Bionnassay (en francès: glacier de Bionnassay) és una glacera del vessant francès del massís del Mont Blanc, en els Alps. Es troba al peu del vessant nord de l'aiguille de Bionnassay, i baixa cap al nord-oest des d'una altitud de 4.000 m fins als 1.800 m. És accessible des de Saint-Gervais-les-Bains pel tramvia del Mont Blanc, pujant fins a la seva última parada, el Nid d'Aigle, i caminant unes 5 hores per un corriol costerut.
Existeix també una glacera de Bionnassay a Itàlia, afluent de la Glacera del Miage.

## Característiques
La seva zona d'acumulació és delimitada per una sèrie d'alts cims de les quals rep neu i gel:
- al nord, una línia de crestes entre les quals destaquen les Rognes i Tête Rousse (3.180 m) i l'aiguille du Goûter (3.786 m)
- a l'est, l'aresta que uneix l'aiguille du Goûter i l'aiguille de Bionnassay (4.304 m) passant pel Dôme du Goûter (4.304 m)
- al sud i partint de l'aiguille de Bionnassay en un sentit est-oest, els contraforts formats per la muntanya de Tricot (que culmina en l'aiguille del Tricot a 3.665 m) i baixa fins a la muntanya Vorassey (2.299 m)

La glacera flueix entre dues altes morrenes laterals que assenyalen l'ample de més grandària que tenia en segles passats.
Si ben la glacera ha retrocedit uns 200 m entre 1990 i 2010, el glaciòleg Luc Moreau estima que ha retrocedit molt menys que la Mer de Glace o la glacera de Bossons gràcies a la protecció tèrmica que li proporciona la important capa de roques i detrits que cobreix el seu front. Hauria perdut sobretot en grossor, i l'ajuntament de Saint-Gervais-les-Bains ha encarregat una sèrie de mesuraments per comprovar l'estat de la glacera.

## Catàstrofe de 1892
La glacera de Bionassay va protagonitzar indirectament el més important accident glacial que ha tingut lloc a França als últims segles. La nit de l'11 al 12 de juliol de 1892, una borsa d'aigua acumulada a l'interior de la petita glacera de Tête Rousse, situat muntanya amunt al peu de l'aiguille du Goûter, va rebentar el front de gel d'aquesta glacera. Uns 200.000 m³ d'aigua i 90.000 m³ de gel polvoritzat es van precipitar cap a la vall seguint el llit de la glacera de Bionnassay i arrastrant tota classe de detrits. La colada de fang va arrasar diversos llogarrets i va arribar als voltants del poble de Saint-Gervais, amb un balanç de 175 morts.